# Macarie
Macarie este un prenume masculin, care poate fi întâlnit și ca nume de familie. Provine din gr. makaros, având semnificația de „binecuvântat”.
Printre purtătorii acestui prenume se numără:
- Macarie - episcop și cronicar din secolul al XVI-lea din Moldova
- Macarie - călugăr și tipograf, autorul primei tipărituri din Țara Românească (în l. slavonă)
- Macarie al III-lea al Antiohiei⁠(d) - patriarh a Antiohiei